# Parafia Matki Bożej Różańcowej w Mińsku
 Parafia Matki Bożej Różańcowej w Mińsku – rzymskokatolicka parafia znajdująca się w archidiecezja mińsko-mohylewskiej, w dekanacie Mińsk-Wschód, na Białorusi. Parafię prowadzą księża Michalici. Znajduje się w dzielnicy Łoszyca.

## Historia
W parku dworskim w Łoszycy gen. Stanisław Prószyński wzniósł w 1788 r. murowaną kaplicę Najświętszej Maryi Panny. Była to ośmioboczna rotunda w stylu późnego baroku o cechach klasycyzmu. Na pocz. XX w. była to kaplica filialna parafii św. Stanisława Męczennika w Karoliszczewiczach. Została zamknięta przez bolszewików i zniszczona w latach 30. XX w. Trumny pochowanych tam właścicieli majątku przetopiono.
Parafia została zarejestrowana 19 marca 1997 r. Początkowo parafianie planowali odbudowę ruin kaplicy znajdującej się w parku dworskim.

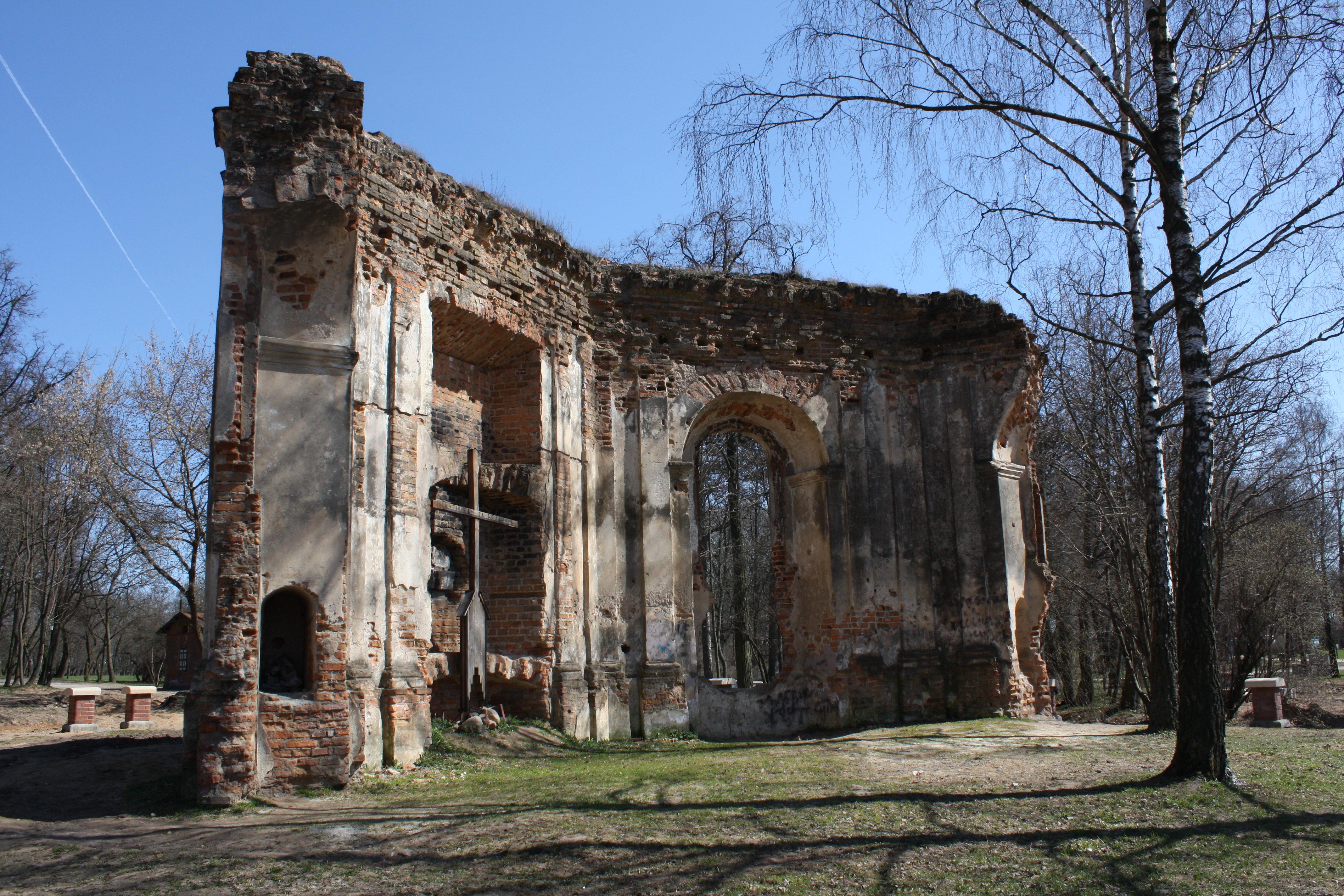
Ruiny kaplicy w parku dworskim w Łoszycy

W 2003 roku pracę w parafii rozpoczęli Michalici. Rozpoczęto starania o uzyskanie pozwolenia władz na budowę świątyni. W 2006 r. kardynał Kazimierz Świątek zaproponował by stanowiła ona sanktuarium Miłosierdzia Bożego. Pierwsze spotkania wiernych miały miejsce przy ruinach kaplicy dworskiej oraz w mieszkaniach parafian w bloku. Przez 6 lat miejscem modlitwy był budynek administracji ŻES.
8 czerwca 2009 roku odbyło się uroczyste poświęcenie ziemi pod budowę tymczasowej kaplicy. 5 czerwca 2010 r. abp Tadeusz Kondrusiewicz poświęcił budynek, który stał się ósmym miejscem kultu Bożego wyznania rzymskokatolickiego w Mińsku. Na rzecz przyszłego sanktuarium Ojcom Michalitom został ofiarowany obraz Jezusa Miłosiernego, który znajduje się w ołtarzu głównym tymczasowej kaplicy. W 2009 roku odbyła się jego peregrynacja po parafiach archidiecezji mińsko-mohylewskiej.
23 grudnia 2012 r. abp Tadeusz Kondrusiewicz otworzył stronę internetową parafii.
30 stycznia 2013 r. z okazji zakończenia Roku Jubileuszowego 100-lecia śmierci bł. Bronisława Markiewicza, założyciela Zgromadzenia św. Michała Archanioła, mszę świętą odprawił nuncjusz apostolski na Białorusi abp Claudio Gugerotti.
7 października 2013 r. abp Tadeusz Kondrusiewicz poświęcił ziemię pod budowę sanktuarium. Po 11 latach starań władze wydały pozwolenie na budowę kościoła, która rozpoczęła się w czerwcu 2014 roku. 1 października 2016 r. abp Tadeusz Kondrusiewicz wmurował kamień węgielny w fundamenty sanktuarium. Kamień pochodzi z bazyliki św. Piotra w Rzymie i został poświęcony przez papieża Franciszka. Przez cały Rok Bożego Miłosierdzia w parafii codziennie o godz. 15.00 odbywały się nabożeństwa do Bożego Miłosierdzia transmitowane w Internecie.

## Obecnie
W parafii istnieje wiele wspólnot i grup modlitewnych: ruch Focolari, Matki w modlitwie, cztery wspólnoty Żywego Różańca, trzy grupy modlitewne za kapłanów tzw. Margarytki, wspólnota młodzieżowa Effata, grupy modlitewne do Jezusa Miłosiernego i św. Michała Archanioła, za Dusze czyśćcowe oraz młodzieżowo-dziecięca schola parafialna. 
Od 2007 roku w parafii odbywa się dziecięco-młodzieżowy Festiwal twórczości artystycznej "Łoszyca".

## Proboszczowie parafii
| imię i nazwisko                | daty urzędowania |
| ------------------------------ | ---------------- |
| Ks. Igor Łaszuk SDB            | 2001 – 2003      |
| Ks. Giennadij Kucharewicz CSMA | 2003 - 2018      |
| Ks. Jan Juszko CSMA            | 2018 -           |